# Spiccato
Spiccato är en stråkart där stråken hoppar på strängen och skapar korta, distinkta och avsatta toner.